# Mehmet Ali, Güneysınır
Mehmet Ali là một xã thuộc huyện Güneysınır, tỉnh Konya, Thổ Nhĩ Kỳ. Dân số thời điểm năm 2011 là 344 người.